# Rederijkersballade
De rederijkersballade is een bepaald type ballade uit de tijd van de rederijkers. De rederijkersballade heeft de volgende hoofdkenmerken:
- Er zijn meestal vier strofen, waarvan de eerste drie octaven zijn en het laatste een kwatrijn.
- Alle strofen eindigen met dezelfde regel.
- De laatste strofe begint vaak met Prins, wat oorspronkelijk de titel was van degene die aan het hoofd stond van een rederijkerskamer.
- De rederijkersballade is in het algemeen episch van aard, in tegenstelling tot de romantische ballade die hoofdzakelijk lyrisch is.

In de Nederlandse literatuur is de rederijkersballade als genre vooral beoefend in navolging van de Franse dichter François Villon, wiens gedichten in het Nederlands zijn vertaald door J.W.F. Werumeus Buning. Een voorbeeld van een modernere rederijkersballade is Het stenen kindje van Martinus Nijhoff, en ook Drs. P heeft enkele rederijkersballaden geschreven.